# Cristian Tello
Cristian Tello Herrera (Sabadell, 11 augustus 1991) is een Spaans voetballer die bij voorkeur als aanvaller speelt. Hij tekende in juli 2017 een contract tot 2022 bij Real Betis, dat hem overnam van FC Barcelona. Hij debuteerde in 2013 in het Spaans voetbalelftal.

## Clubcarrière
Tello begon in 1997 met voetballen bij CF Unió Can Rull Rómulo. In 2002 werd hij opgenomen in de jeugdopleiding van FC Barcelona. Tello speelde in het seizoen 2002/2003 op huurbasis voor CF Damm. In 2008 vertrok hij naar de jeugd van RCD Espanyol, waar hij uiteindelijk bij het tweede elftal kwam en daarin zijn debuut bij de senioren maakte.
FC Barcelona haalde Tello in 2010 terug om voor het tweede elftal te spelen, destijds actief in de Segunda División A. Hij debuteerde op 9 november 2011 voor het eerste team van Barcelona in een bekerwedstrijd tegen CE L'Hospitalet. Op 28 januari 2012 maakte Tello zijn debuut voor Barcelona in de Primera División, in een uitwedstrijd tegen Villarreal CF. Daarin viel hij in voor Adriano Correia. Op 7 maart 2012 volgde tegen Bayer Leverkusen zijn debuut in de UEFA Champions League. Tello scoorde in deze wedstrijd tweemaal. In juli 2014 werd hij voor twee seizoenen verhuurd aan FC Porto. In januari 2016 werd hij tot het einde van het seizoen doorverhuurd aan ACF Fiorentina.

## Clubstatistieken
| Seizoen | Club             | Competitie                 | Competitie | Competitie | Beker | Beker | Supercup | Supercup | Europa | Europa | Totaal | Totaal |
| Seizoen | Club             | Competitie                 | Wed.       | Dlp.       | Wed.  | Dlp.  | Wed.     | Dlp.     | Wed.   | Dlp.   | Wed.   | Dlp.   |
| ------- | ---------------- | -------------------------- | ---------- | ---------- | ----- | ----- | -------- | -------- | ------ | ------ | ------ | ------ |
| 2009/10 | RCD Espanyol B   | Segunda División B Grupo 5 | 4          | 1          | 0     | 0     | —        | —        | —      | —      | 4      | 1      |
| 2010/11 | FC Barcelona B   | Segunda División A         | 23         | 4          | 0     | 0     | —        | —        | —      | —      | 23     | 4      |
| 2011/12 | FC Barcelona B   | Segunda División A         | 16         | 5          | 0     | 0     | —        | —        | —      | —      | 16     | 5      |
| 2011/12 | FC Barcelona     | Primera División           | 15         | 3          | 4     | 2     | 0        | 0        | 3      | 2      | 22     | 7      |
| 2012/13 | FC Barcelona     | Primera División           | 22         | 7          | 6     | 0     | 2        | 0        | 4      | 1      | 34     | 8      |
| 2013/14 | FC Barcelona     | Primera División           | 22         | 1          | 6     | 3     | 0        | 0        | 2      | 1      | 30     | 5      |
| 2014/15 | → FC Porto       | Primeira Liga              | 25         | 7          | 1     | 0     | 0        | 0        | 8      | 1      | 34     | 8      |
| 2015/16 | → FC Porto       | Primeira Liga              | 11         | 0          | 4     | 1     | 0        | 0        | 5      | 1      | 20     | 2      |
| 2015/16 | → ACF Fiorentina | Serie A                    | 15         | 2          | 0     | 0     | 0        | 0        | 0      | 0      | 15     | 2      |
| 2016/17 | → ACF Fiorentina | Serie A                    | 36         | 4          | 0     | 0     | 0        | 0        | 5      | 0      | 41     | 4      |
| 2017/18 | Real Betis       | Primera División           | 32         | 4          | 1     | 2     | —        | —        | —      | —      | 33     | 6      |
| 2018/19 | Real Betis       | Primera División           | 29         | 4          | 6     | 0     | —        | —        | 6      | 1      | 41     | 5      |
| 2019/20 | Real Betis       | Primera División           | 2          | 0          | 0     | 0     | —        | —        | 0      | 0      | 2      | 0      |
| Totaal  | Totaal           | Totaal                     | 252        | 42         | 28    | 8     | 2        | 0        | 33     | 7      | 315    | 57     |

## Interlandcarrière
Tello speelde voor diverse Spaanse jeugdelftallen. Hij nam met het Spaans olympisch voetbalelftal onder leiding van bondscoach Luis Milla deel aan de Olympische Spelen van 2012 in Londen. Op 14 augustus 2013 maakte hij zijn debuut in het Spaans voetbalelftal, in een vriendschappelijke interland tegen Ecuador, die met 0–2 werd gewonnen.
| Interlands van Cristian Tello voor Spanje | Interlands van Cristian Tello voor Spanje | Interlands van Cristian Tello voor Spanje | Interlands van Cristian Tello voor Spanje | Interlands van Cristian Tello voor Spanje | Interlands van Cristian Tello voor Spanje | Interlands van Cristian Tello voor Spanje |
| №                                         | Datum                                     | Wedstrijd                                 | Uitslag                                   | Competitie                                | Goals                                     | Assists                                   |
| Als speler van FC Barcelona               | Als speler van FC Barcelona               | Als speler van FC Barcelona               | Als speler van FC Barcelona               | Als speler van FC Barcelona               | Als speler van FC Barcelona               | Als speler van FC Barcelona               |
| ----------------------------------------- | ----------------------------------------- | ----------------------------------------- | ----------------------------------------- | ----------------------------------------- | ----------------------------------------- | ----------------------------------------- |
| 1                                         | 14 augustus 2013                          | Ecuador – Spanje                          | 0 – 2                                     | Vriendschappelijk                         | 0                                         | 0                                         |

Bijgewerkt t/m 15 augustus
1 Silva ·
2 Bellerín ·
3 Llorente ·
4 Cardoso ·
5 Bartra ·
6 Natan ·
7 Juanmi ·
8 Roque ·
9 Ávila ·
10 Abde ·
11 Bakambu ·
12 Rodríguez ·
13 Adrián ·
14 Carvalho ·
15 Perraud ·
16 Altimira ·
18 Fornals ·
19 Losada ·
20 Lo Celso ·
21 Roca ·
22 Isco ·
23 Sabaly ·
24 Ruibal ·
25 Vieites ·
38 Diao ·
Coach: Pellegrini
1 De Gea ·
2 Azpilicueta ·
3 Domínguez ·
4 J. Martínez ·
5 I. Martínez ·
6 Alba ·
7 Adrián ·
8 Muniain ·
9 Rodrigo ·
10 Mata ·
11 Koke ·
12 Montoya ·
13 Botía ·
14 Romeu ·
15 Isco ·
16 Tello · 
17 Herrera ·
18 Mariño ·
Coach: Milla